# Piliostigma malabaricum
Piliostigma malabaricum är en ärtväxtart som först beskrevs av William Roxburgh, och fick sitt nu gällande namn av George Bentham. Piliostigma malabaricum ingår i släktet Piliostigma och familjen ärtväxter. Utöver nominatformen finns också underarten P. m. acidum.